# William O’Carroll
William Dominic O’Carroll OP (* 26. März 1826 in Limerick, Irland, Vereinigtes Königreich Großbritannien und Irland; † 13. Oktober 1880) war ein irischer Geistlicher.
O’Carroll trat am 10. Oktober 1843 in den Dominikanerorden ein. Am 28. April 1848 wurde er für die Dominikaner zum Priester geweiht.
Papst Pius IX. ernannte O’Carroll am 3. Februar 1874 zum Koadjutor-Erzbischof von Port of Spain im heutigen Trinidad und Tobago und Titularerzbischof pro hac vice von Alabanda. Silvestre Guevara y Lira, Erzbischof von Caracas, weihte ihn am 24. Mai 1878 in Port of Spain zum Bischof. Mitkonsekratoren waren James Etheridge SJ, Apostolischer Vikar von British Guiana, und René-Marie-Charles Poirier CIM, Bischof von Roseau. Da er vor Joachim-Hyacinthe Gonin starb, folgte er nicht als Erzbischof von Port of Spain nach.